# Marabella
Marabella é uma vila de Trindade e Tobago, localizada na região de San Fernando, no sudoeste do país, 40 quilômetros ao sul de Porto da Espanha, capital do país. Marabella fica a sete metros acima do nível do mar, com 26.700 habitantes, com uma densidade populacional de 276 hab/km². A cidade mais próxima é Mon Repos, 2,9 quilômetros ao sul de Marabella.
O clima é de monção. A temperatura média foi de 24 °C. O mês de abril mais quente é de 26 °C e o mês de janeiro mais quente é de 22 °C. A pluviosidade média anual é 1.917 milímetros por ano.